# Avdan (Bozkurt)
Avdan ist ein Dorf im Landkreis Bozkurt der türkischen Provinz Denizli.
Avdan liegt etwa 61 Kilometer nordöstlich der Provinzhauptstadt Denizli und 14 Kilometer nordöstlich von Bozkurt. Avdan hatte laut der letzten Volkszählung 488 Einwohner (Stand Ende Dezember 2010).